# O Sol Nascerá
O Sol Nascerá é uma canção composta pelo sambista Cartola, em parceria com Elton Medeiros.

## História
A canção foi composta em 1961 na casa de Cartola, na época muito frequentada por diversos sambistas, entre os quais Zé Kéti, Nelson Cavaquinho e Elton Medeiros, este último co-autor de "O Sol Nascerá". Segundo Elton, a letra nasceu de maneira improvisada. Cartola e ele haviam acabado de compor um samba chamado "Castelo de Pedrarias", quando chegou o amigo Renato Agostini, que após ouvir o novo samba desafiou os compositores a fazer outra letra, ali na hora, em sua presença. Pouco depois estava pronto o samba "O Sol Voltará".
Três anos depois do episódio, a canção foi uma das escolhidas para integrar o álbum de estreia de Nara Leão, até então considerada uma musa da bossa nova. Na gravação, atendendo a um pedido do produtor Aloysio de Oliveira, o título foi alterado para "O Sol Nascerá".
Considerado como um marco da redescoberta de Cartola durante a década de 1960 e também da revelação de Elton Medeiros como compositor, "O Sol Nascerá" foi gravado pelo próprio Cartola para o seu álbum homônimo, o primeiro de sua carreira, tendo arranjo de Dino 7 Cordas. Um ano antes, havia sido gravada para o também disco de estreia de Elton, em um pot-pourri com o samba "Mascarada", ambos com arranjo de Orlando Silveira. Atualmente, a música faz parte da trilha sonora da novela Bom Sucesso, como tema de abertura.

## Ficha técnica
Álbum de Cartola, 1974
- Canhoto (Waldiro Frederico Tramontano) : Cavaquinho
- Dino 7 Cordas (Horondino José da Silva) : Violão 7 Cordas
- Gilberto D'Ávila : Surdo
- Gilberto D'Ávila : Pandeiro
- Jorginho do Pandeiro (Jorge José da Silva) : Pandeiro
- Luna : Tamborim
- Marçal (Nilton Delfino Marçal) : Cuíca
- Meira (Jaime Tomás Florence) : Violão

Álbum de Elton Medeiros, 1973
- Copinha (Nicolino Cópia) : Flauta
- Cristóvão Bastos : Violão
- Dazinho : Ritmo
- Elizeu Felix : Ritmo
- Elton Medeiros : Caixa de Fósforos
- Geraldo Sabino : Ritmo
- Jonas Pereira da Silva : Cavaquinho
- Juquinha : Bateria
- Marçal (Nilton Delfino Marçal) : Ritmo

## Outras versões
- Nara Leão: "Nara" (1964)
- Elis Regina e Jair Rodrigues: "Dois na Bossa" (1965)
- Eumir Deodato: "Ataque" (1965)
- Leny Andrade: "Cartola 80 anos" (1988)
- Márcia: "Cartola 90 anos" (1998)
- Ney Matogrosso: "Ney Matogrosso interpreta Cartola" (2002)
- Paulinho da Viola: "Meu Tempo É Hoje" (2003)